# CosmosDirekt
Die CosmosDirekt-Versicherungsgruppe ist eine aus mehreren rechtlich selbständigen Unternehmen bestehende, in Saarbrücken ansässige Versicherungsgruppe, die den Vertrieb und die Kundenbetreuung ausschließlich direkt, also ohne Außendienstmitarbeiter, bewerkstelligt. Die CosmosDirekt gehört seit 1998 zum Versicherer Generali Deutschland und ist Deutschlands größte Direktversicherung sowie größter Risiko-Lebensversicherer Deutschlands.
Das Portfolio umfasst darüber hinaus Produkte in den Bereichen Finanzierung sowie Anlage und Banking.

## Geschichte
Das Unternehmen wurde 1950 als „Vereinigte Saarländische Volkshilfe und Terra Volks- und Lebensversicherungs-Aktiengesellschaft“ gegründet und war zunächst auch nur im Saarland tätig. 1960 erfolgte eine Namensänderung in „Cosmos Lebensversicherungs AG“ und eine Ausdehnung der Geschäftstätigkeit auf das gesamte Bundesgebiet. 1971 kam es zu einer strategischen Partnerschaft mit der Aachener und Münchener Beteiligungs-Aktiengesellschaft, welche die CosmosDirekt als Konzernmitglied integrierte. Im Jahr 1981 stieg das Unternehmen in den reinen Direktvertrieb ein. 1996 vollzog das Unternehmen einen Strukturwechsel und stieg auf e-commerce um. 1998 wurde das Unternehmen in die Generali Deutschland eingegliedert. CosmosDirekt war 2013 weltweit größter Direktversicherer in der Sparte Leben.

Logo der „Cosmos Lebensversicherungs AG“ im Jahre 1960
Ehemaliges Logo bis 2021

## Unternehmensstruktur
Zur CosmosDirekt-Versicherungsgruppe gehören folgende Gesellschaften: Cosmos Lebensversicherungs-AG, Cosmos Versicherung AG sowie Cosmos Finanzservice GmbH.